# Noordzee (schip, 1922)
De stoomsleepboot Noordzee werd in 1922 in opdracht van scheepswerf Blohm+Voss te Hamburg onder bouwnummer 609 gebouwd op de naburige werf Janssen & Schmillinsky. De bijna 23 meter lange sleepboot werd gerealiseerd naar het ontwerp van de al eerder bij deze werf van stapel gelopen sleper Fairplay IX.
Als voortstuwing kreeg het schip een door de machinefabriek van Blohm+Voss gebouwde compound-stoommachine en een tweevuurgangs kolengestookte Schotse ketel met een werkdruk van 10,5 atmosfeer en een verwarmd oppervlak van 94 vierkante meter. Zowel de stuurmachine, de ankerlier, de lichtmachine, de bergingspomp als de turbinegenerator werkte op stoom. Het schip had een bunkercapaciteit van 18 ton kolen.
Het stoomschip werd in 1976 en 2018 in Nederland gerestaureerd. Ligplaats is sinds 2018 Willemsoord in Den Helder.

## Inzet
Het schip kwam in 1922 als B.& V. XII in dienst van Blohm+Voss en werd voor tal van zaken ingezet. Zo werden grote zeilschepen vanaf zee voor reparatie naar de werf en later weer terug naar zee of naar een van de havens van Hamburg gesleept. Daarnaast ving de Noordzee nieuwe schepen op die bij de werf van stapel liepen en werd er assistentie verleend bij het dokken en ontdokken van schepen. Ook voer het schip mee als door Blohm+Voss gebouwde schepen proeftochten gingen maken. De Noordzee kwam zonder kleerscheuren de Tweede Wereldoorlog door, maar werd in 1948 opgelegd. Dit zou tot 1959 duren. In dat jaar werd de het schip als Taucher Sievers IV voor duik- en bergingsbedrijf Sievers uit Cuxhaven weer in de vaart gebracht. In augustus 1970 volgde verkoop aan Reederei Nordsee. Dit visserijbedrijf uit Cuxhaven herdoopte de sleepboot in Nordsee.

## Restauratie
Na van 1970 - 1975 in de visserij te hebben gewerkt, werd de Nordsee voor de sloop verkocht aan Handelsonderneming A.C. Slooten uit Wormerveer. Daar stuitte stoomliefhebber Kees Jongert uit Medemblik op de Nordsee. Hij kocht en restaureerde het schip. Het werd herdoopt in Noordzee. Bij de herstelwerkzaamheden werd de verblijfsaccommodatie uitgebreid. Het schip kwam onder Nederlandse vlag te varen met Medemblik als thuishaven. 

## Nieuwe inzet
De nieuwe eigenaar zette de sleepboot bedrijfsmatig in voor het verslepen van zeilschepen van en naar zijn jachtwerf, voor het assisteren bij proeftochten en indien nodig op het IJsselmeer en de Noord-Hollandse vaarwegen als ijsbreker. Toen hij in de winter van 1979 met een groot zeiljacht naar een vakbeurs in het Duitse Düsseldorf moest, waren alle vaarwegen in Noord-Holland dichtgevroren. Alle paardenkrachten van de Noordzee werden aangewend om voor het jacht een vaarweg vrij te maken. Verder versleepte de Noordzee tjalken over het IJsselmeer en tallships over de Noordzee. 
Stoomsleepboot Noordzee was in 1982 aanwezig bij de viering van het 50-jarig jubileum van de Afsluitdijk. Verder nam ze regelmatig deel aan tal van nautische evenementen in binnen- en buitenland, waaronder Sail Amsterdam en de Wereldhavendagen te Rotterdam. De sleper fungeerde heel wat keren als pakjesboot voor Sinterklaas. Educatief wordt het schip ingezet om de werking van stoom en daarmee de start van de industriële revolutie uit te leggen. De eigenaar woonde enige tijd samen met zijn echtgenote aan boord van het schip.

## Nieuwe restauratie
Na 40 jaar als varend monument werkzaam te zijn geweest werd de Noordzee in 2018 gerestaureerd om haar voor de toekomst te behouden. De bijna 100 jaar oude stoomketel moest worden vervangen door een exemplaar uit 1963. Er is een speciale brandstoftank geïnstalleerd om de ketel te kunnen stoken met Gtl-brandstof, zodat uitstoot en rook worden beperkt. Vanaf 23 juni 2019 kon de nieuwe ketel onder stoom worden gebracht en 27 juni werd voor het eerst weer op eigen kracht van Museumhaven Willemsoord naar Damen Shipyards Den Helder worden gevaren. Na de restauratie wordt de Noordzee ingezet als demonstratie- en educatieschip op nautische evenementen. 

## Afbeeldingen

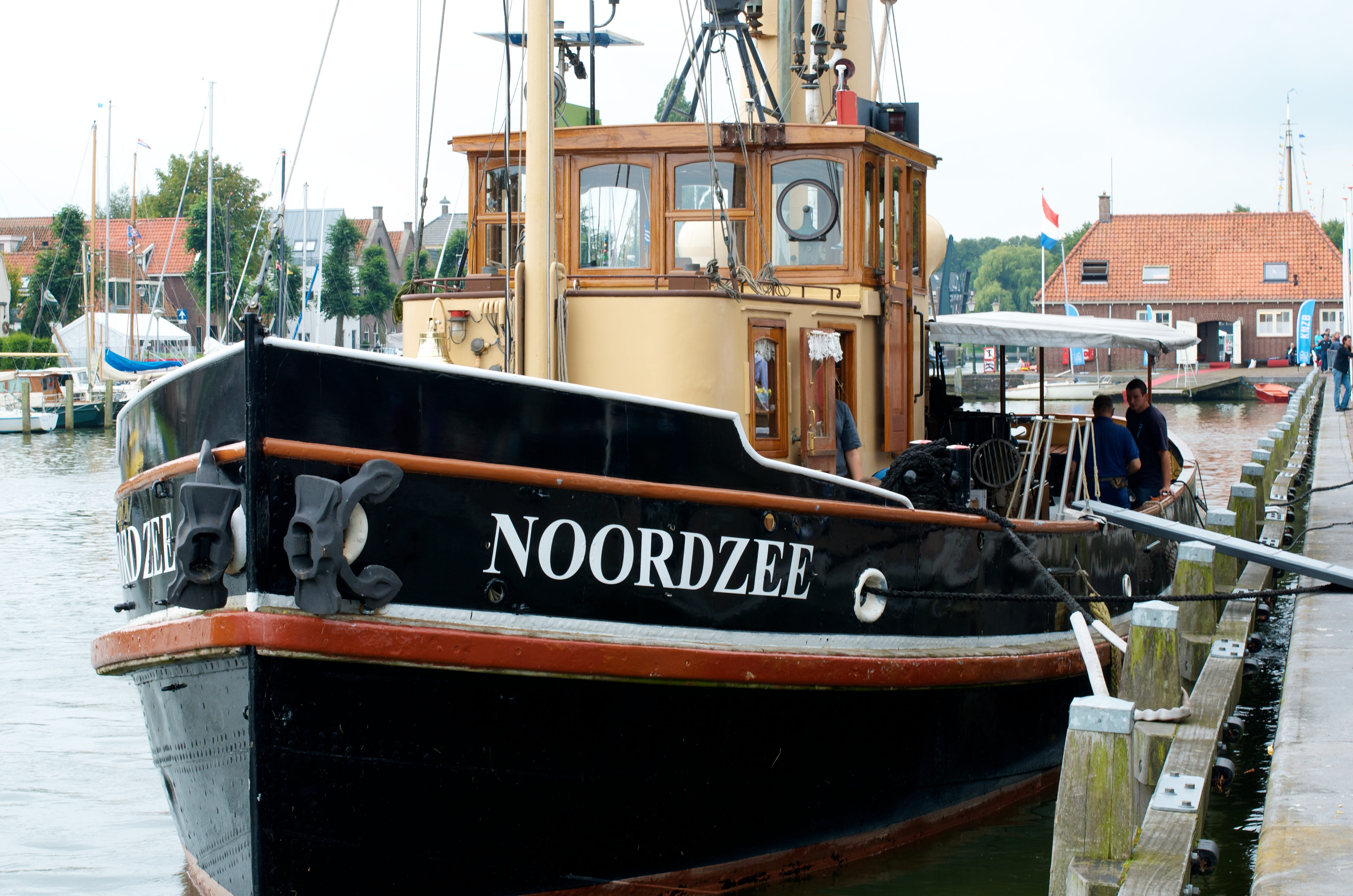
Noordzee voorsteven
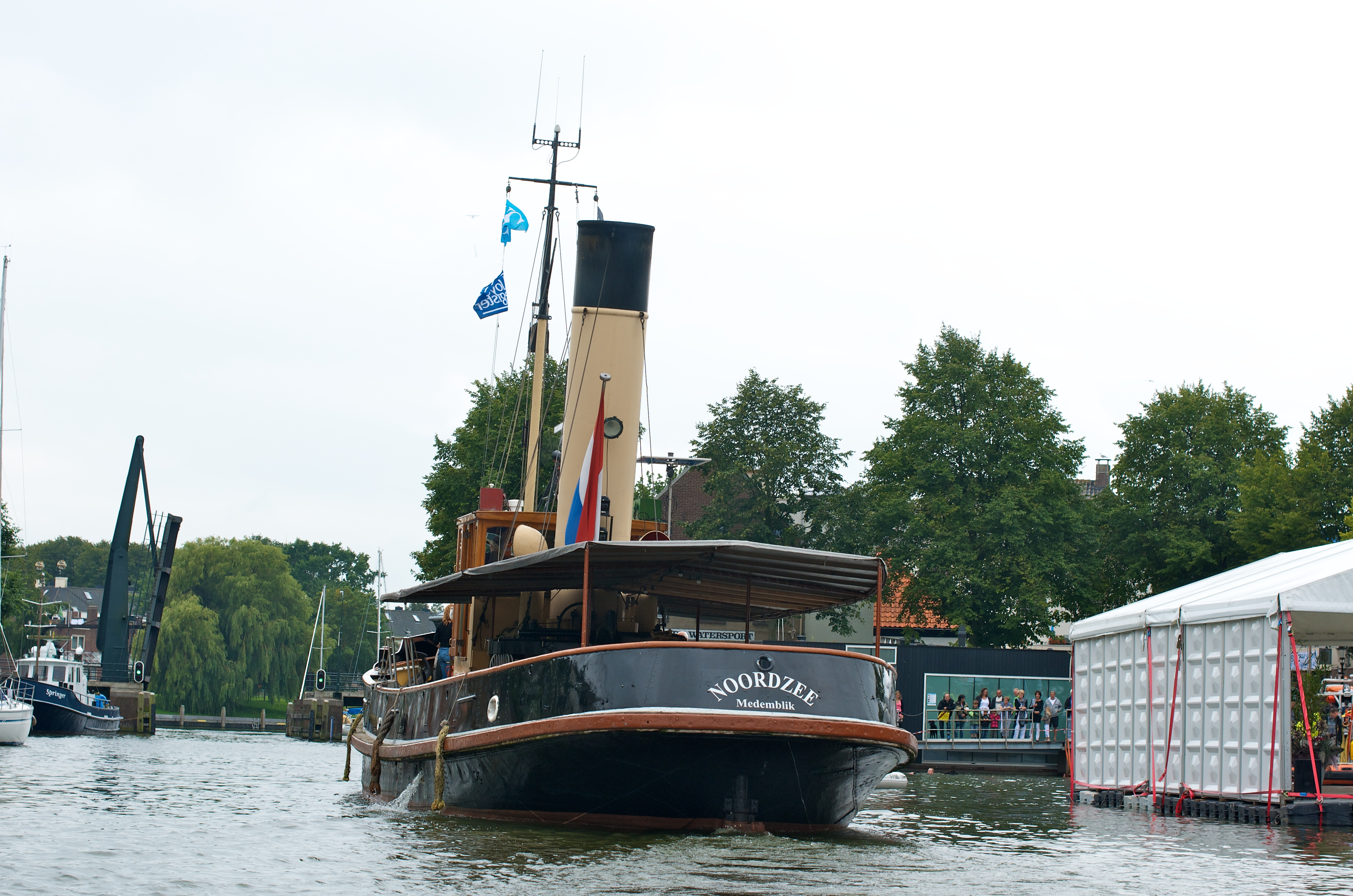
Noordzee achtersteven
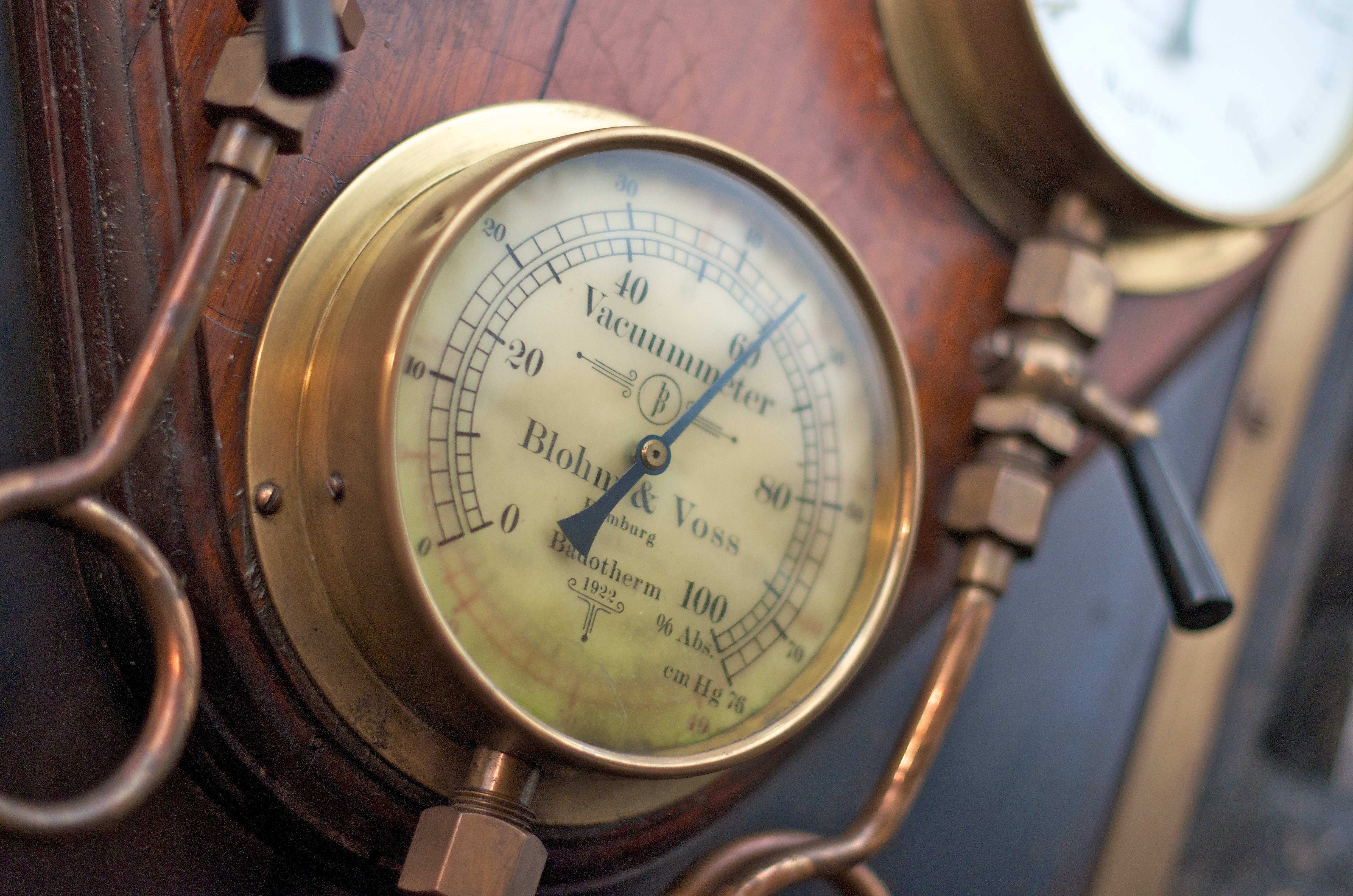
Vacuummeter
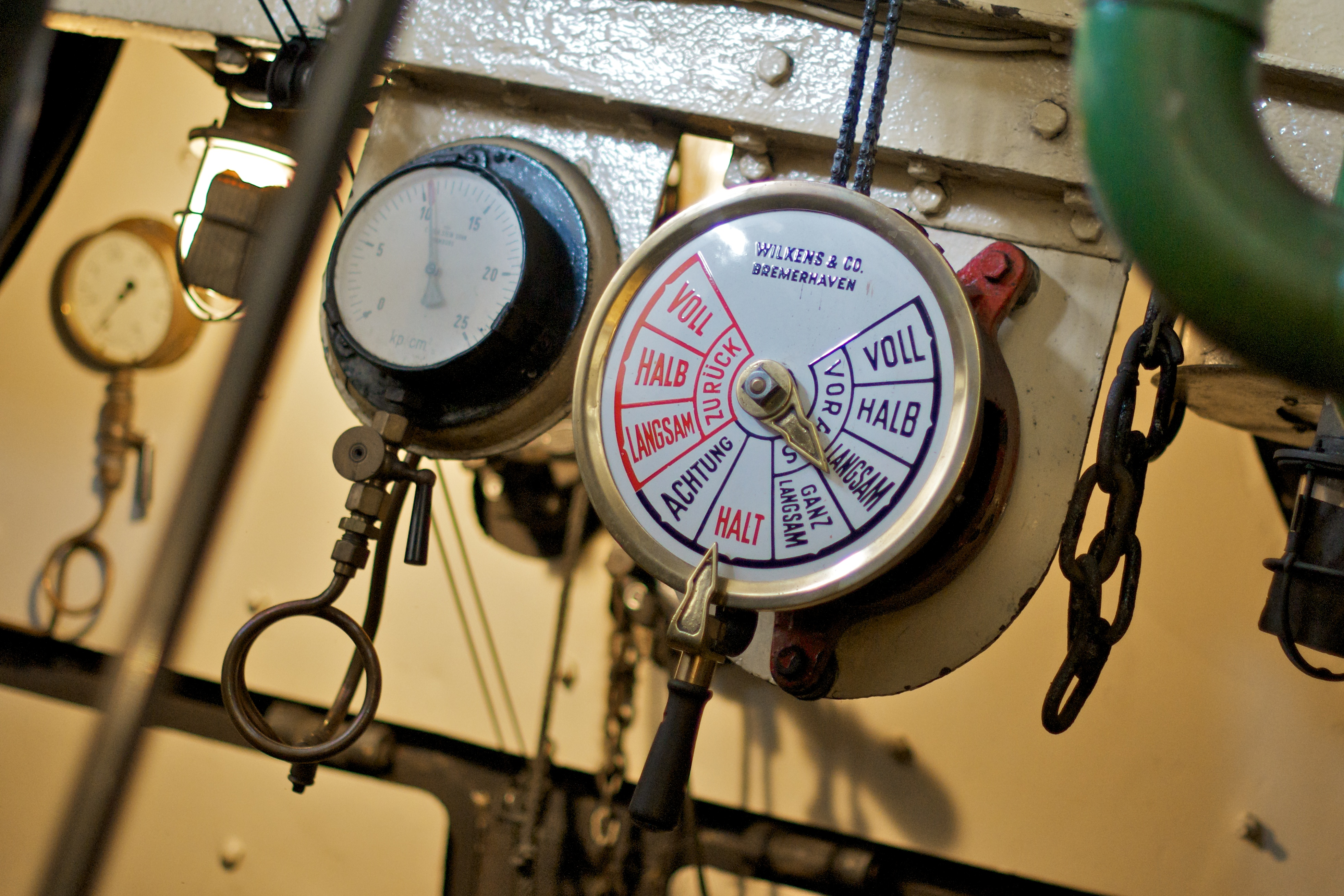
scheepstelegraaf
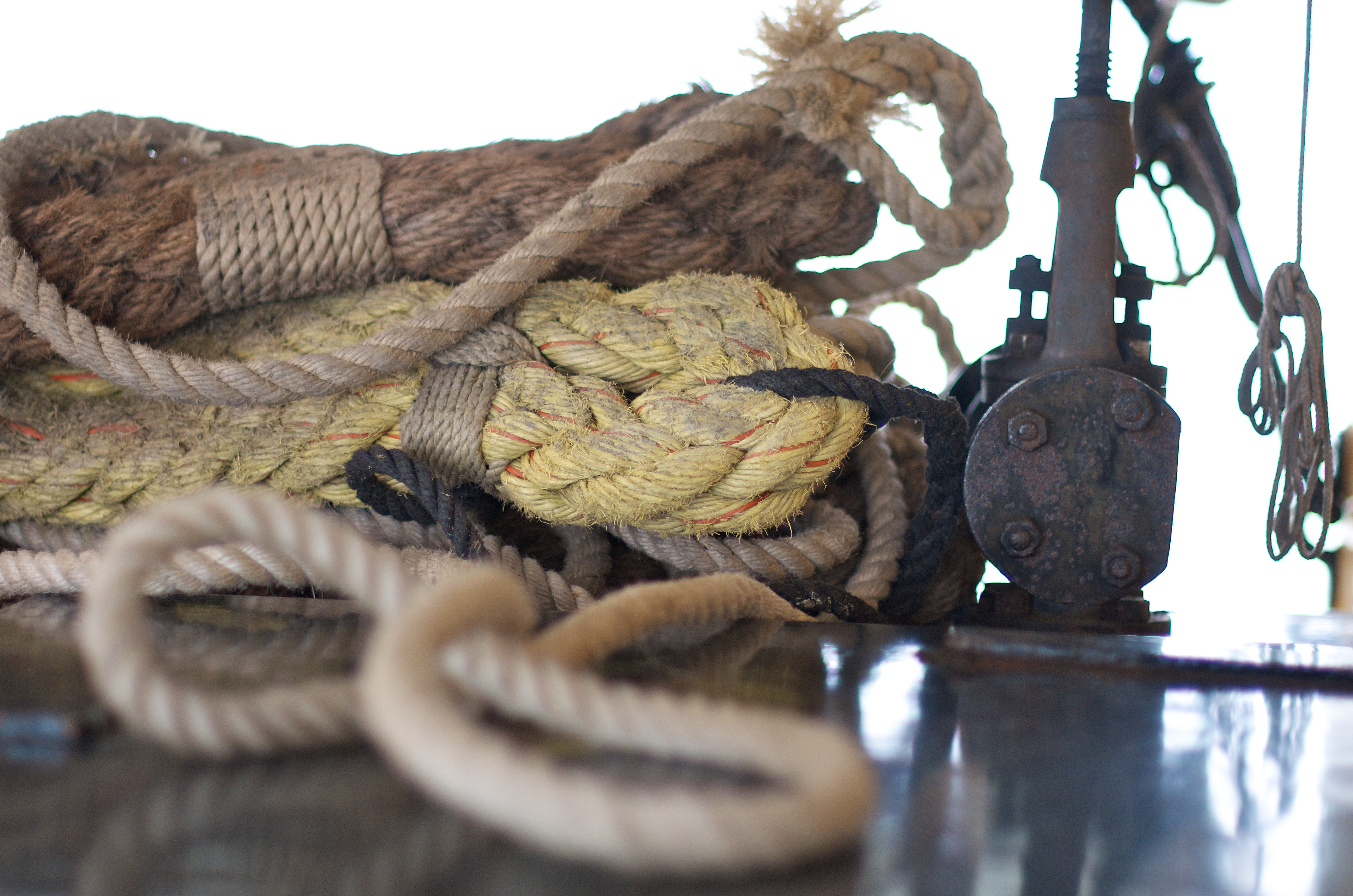
Touwwerk

## Beschrijving
| Functie                  | Werfstoomsleepboot, havenstoomsleepboot, visserij en laatste jaren weer als stoomsleepboot. |
| Techniek                 | Tweecilindercompoundmachine gebouwd in 1922 door Blohm & Voss AG te Hamburg met classificatie van Germanischer Lloyd in Berlin. Heeft een Marshall (of Klug)-omkeermechanisme met maar één excentriek per cilinder. Het vermogen is 320 pk bij max. 140 omw./min. met vierbladsschroef, diameter 2,05. Sinds mei 2018 een Schotse enkelvuursstoomketel, gebouwd in 1963 bij de Veendammer machinefabriek Ten Horn onder bouwnummer 5288. Werkdruk 13 bar en een verwarmd oppervlak van 80 m². Registernummer van Lloyds 650224. |
| Bouwwijze                | Geklonken stalen casco, rondspant. |
| Vorm                     | Indeling onderdeks: vooronderverblijven voor vier bemanningsleden. Ketelruim en machinekamer. Achteronderverblijf voor vier bemanningsleden. Indeling bovendeks: kombuis, stuurhuis, koelkast (zo heet de opbouw boven de ketel). |
| Opmerkingen beschrijving | Maten en merken. Lengte 22,80 meter. Breedte 5,75 meter. Diepgang 2,95 meter bij grootste inzinking. Hoogte boven water 8,75 meter. Bunkercapaciteit: 18 ton kolen. Brandmerk 9202. Scheepsnummer 02509202. S.I.-certificaat nog op te geven. Meetbrief nog op te geven. Ingeschreven in het Register Varend Erfgoed Nederland onder nummer 890. Ingeschreven in het Nationaal Register Mobiel Erfgoed onder nummer 1001.1696.                                                                                                  |